# Шивія-Надіялово
Шиві́я-Наді́ялово (рос. Шивия-Надеялово) — село у складі Чернишевського району Забайкальського краю, Росія. Входить до складу Укурейського сільського поселення.

## Населення
Населення — 93 особи (2010; 160 у 2002).
Національний склад (станом на 2002 рік):
- росіяни — 99 %